# Live & off the Record
| Críticas profissionais | Críticas profissionais |
| Avaliações da crítica  | Avaliações da crítica  |
| Fonte                  | Avaliação              |
| ---------------------- | ---------------------- |
| AllMusic               | [ 1 ]                  |

Live & off the Record (lançado como En vivo y en privado na Espanha e América Latina) é o segundo álbum ao vivo da artista musical colombiana Shakira. O álbum foi lançado em 2004, e consiste em uma compilação de CD e DVD de dois discos. O CD inclui gravações de apresentações ao vivo gravadas durante 2003 e 2004, e o DVD inclui imagens da turnê de Shakira Tour of the Mongoose, em Roterdão, Holanda, em 22 de abril de 2003. O álbum foi certificado ouro pela ARIA em maio de 2004. Ele atingiu a primeira posição na parada Top Music Videos dos EUA, em 17 de abril de 2004.

## Faixas

### CD
| N.º | Título                                                           | Compositor(es)                            | Duração |  |
| 1.  | "Ojos Así"                                                       | Javier Garza, Pablo Flores, Shakira       | 8:14    |  |
| 2.  | "Si Te Vas"                                                      | Luis Fernando Ochoa, Shakira              | 4:36    |  |
| 3.  | "Underneath Your Clothes"                                        | Lester Mendez, Shakira                    | 4:13    |  |
| 4.  | "Ciega, Sordomuda"                                               | Estefano Salgado, Shakira                 | 4:58    |  |
| 5.  | "The One"                                                        | Glen Ballard, Shakira                     | 3:46    |  |
| 6.  | "Back in Black" (cover de AC/DC)                                 | Angus Young, Malcolm Young, Brian Johnson | 5:23    |  |
| 7.  | "Tú"                                                             | Dillon O'Biren, Shakira                   | 4:50    |  |
| 8.  | "Poem to a Horse" (Contém as apresentações dos músicos da banda) | Ochoa, Shakira                            | 7:13    |  |
| 9.  | "Objection (Tango)"                                              | Shakira                                   | 4:22    |  |
| 10. | "Whenever, Wherever"                                             | Gloria Estefan, Tim Mitchell, Shakira     | 7:52    |  |

### DVD
| N.º | Título                                                           | Compositor(es)                            | Duração |  |
| 1.  | "Ojos Así"                                                       | Javier Garza, Pablo Flores, Shakira       | 9:04    |  |
| 2.  | "Si Te Vas"                                                      | Luis Fernando Ochoa, Shakira              | 3:54    |  |
| 3.  | "Ciega, Sordomuda"                                               | Estefano Salgado, Shakira                 | 4:38    |  |
| 4.  | "The One"                                                        | Glen Ballard, Shakira                     | 3:54    |  |
| 5.  | "Back in Black" (cover de AC/DC)                                 | Angus Young, Malcolm Young, Brian Johnson | 5:53    |  |
| 6.  | "Rules"                                                          | Lester Mendez, Shakira                    | 4:47    |  |
| 7.  | "Inevitable"                                                     | Ochoa, Shakira                            | 3:36    |  |
| 8.  | "Estoy Aquí"                                                     | Ochoa, Shakira                            | 5:58    |  |
| 9.  | "Underneath Your Clothes"                                        | Mendez, Shakira                           | 4:22    |  |
| 10. | "Octavo Día"                                                     | Mendez, Shakira                           | 8:12    |  |
| 11. | "Ready for the Good Times"                                       | Mendez                                    | 6:22    |  |
| 12. | "Tú"                                                             | Dillon O'Biren, Shakira                   | 4:50    |  |
| 13. | "Poem To A Horse" (Contém as apresentações dos músicos da banda) | Ochoa, Shakira                            | 7:16    |  |
| 14. | "Objection (Tango)"                                              | Shakira                                   | 4:44    |  |
| 15. | "Whenever, Wherever"                                             | Gloria Estefan, Mendez, Shakira           | 10:03   |  |

## Banda de apoio no DVD
- Diretor Musical e Guitarrista: Tim Mitchell.
- Bateria: Brendan Buckley.
- Teclados e pianos: Albert Menendez.
- Guitarra: Adam Zimmon.
- Backing Vocals: Rita Quintero e Mario Inchaust.
- Percussão: Rafael Padilha.
- Violino: Pedro Alfonzo.
- Baixo: Dan Rocktchild.

## Desempenho nas tabelas musicais

### Paradas semanais
| Tabelas musicais (2004)                     | Melhor posição |
| ------------------------------------------- | -------------- |
| Estados Unidos (Billboard 200)              | 45             |
| Estados Unidos (Billboard Top Music Videos) | 1              |

## Vendas e certificações
| Região                                                                                             | Certificação | Vendas  |
| -------------------------------------------------------------------------------------------------- | ------------ | ------- |
| Alemanha (BVMI) DVD                                                                                | 3× Ouro      | 75,000^ |
| Austrália (ARIA) DVD                                                                               | Ouro         | 7,500^  |
| Espanha (PROMUSICAE)                                                                               | Ouro         | 50,000^ |
| Estados Unidos (RIAA) DVD                                                                          | Ouro         | 50,000^ |
| França (SNEP) DVD                                                                                  | Ouro         | 10,000* |
| México (AMPROFON)                                                                                  | Ouro         | 50,000^ |
| Portugal (AFP)                                                                                     | Ouro         | 20,000^ |
| *números de vendas baseados somente na certificação ^distribuições baseadas apenas na certificação |              |         |

## Histórico de lançamento
| País         | Data                | Gravadora          | Formato              | Catálogo |
| Mundialmente | 30 de Março de 2004 | Sony International | CD, digital download | 91109    |